# Trdnjava St. Joseph
Trdnjava St. Joseph ali Fort Saint Joseph je bila trdnjava, ustanovljena na zemljišču, ki ga je kralj Ludvik XIV. podelil jezuitom; nahajala se je na današnji južni strani mesta Niles, Michigan. Père Claude-Jean Allouez je v 1680-ih ustanovil misijo Saint-Joseph. Allouez je služil lokalnim staroselcem, ki so bili predvsem Odawa in Ojibwe.
Francozi so trdnjavo zgradili leta 1691 kot trgovsko postojanko na spodnjem toku reke Saint Joseph. Nahajala se je tam, kjer se je srečala ena veja stare poti Sauk Trail, glavne vzhodno-zahodne staroselske poti in severno-južna pot Grand River Trail; skupaj sta združeni poti prečkali reko. Trdnjava je bila pomembna utrdba trgovine s krznom na južnem koncu Michiganskega jezera. Pred francosko in indijansko vojno (severnoameriška fronta sedemletne vojne v Evropi) je imela postojanka francosko garnizijo 10 vojakov, poveljnika, kovača, katoliškega duhovnika, tolmača in 15 dodatnih gospodinjstev.
Po zmagi v vojni so Britanci prevzeli trdnjavo in jo vzdrževali za trgovino s krznom. Med ameriško revolucionarno vojno so jo uporabljali za oskrbo svojih ameriških indijanskih zaveznikov proti uporniškim kontinentalcem. Španci so leta 1781 napadli trdnjavo in jo za kratek čas razglasili za svoje ozemlje, skupaj z reko St. Joseph. Britanci so trdnjavo vzdrževali do zmage Združenih držav v severozahodni indijanski vojni in podpisa Jayjeve pogodbe leta 1795. To je določilo severno mejo. Ko so Britanci opustili trdnjavo, je ta propadla in jo je prerasel gozd.
Najdišče trdnjave so ponovno odkrili šele leta 1998. Arheološka izkopavanja potekajo od leta 2002. Med redkimi odkritimi artefakti je nedotaknjen jezuitski verski medaljon iz 1730-ih, eden od le dveh, najdenih v Severni Ameriki. Decembra 2010 je ekipa odkrila temeljni zid in vogalne stebre ene od prvotnih zgradb.
Najdišče je uvrščeno v Nacionalni register zgodovinskih krajev in je tudi državno registrirano najdišče.

## Francoska in indijanska vojna
Med bitko pri Jumonville Glenu, ki velja za prvo bitko francoske in indijanske vojne v Severni Ameriki, je bil Joseph Coulon de Jumonville ubit s strani staroselcev. Bil je sin Nicolasa-Antoina Coulona de Villiersa in polbrat stotnika Louisa Coulona de Villiersa, ki je bil nameščen v Fort St. Joseph in je prisegel maščevanje za bratovo smrt. Udeleženec in vodja Britanske odprave v ponesrečeni odpravi je bilbodoči predsednik ZDA George Washington. Potem, ko je Velika Britanija premagala Francijo v sedemletni vojni, so Francozi trdnjavo predali britanskim silam, ki so jo zasedle oktobra 1761.

## Pontiacova vojna
Glej tudi: Pontiacov upor
25. maja 1763, med Pontiacovo vojno, so trdnjavo, ki jo je branilo 14 vojakov iz 60. pehotnega polka King's Royal Rifle Corps, zavzeli bojevniki Potawatomi. Večino garnizije so takoj pobili, poveljnika, zastavnika Francisa Schlossa, pa so skupaj s tremi drugimi vojaki zajeli. Potawatomi so jih odpeljali v Fort Detroit, da bi jih odkupili kot vojne ujetnike, kar je bila običajna praksa za visoke vojaške osebnosti. Po spopadu so Britanci trdnjavo ohranili kot trgovsko postojanko, vendar je niso ponovno garnizirali do leta 1779, med ameriško revolucionarno vojno.

## Ameriška revolucionarna vojna

### Napad leta 1780
Med ameriško revolucionarno vojno so pro-britanski trgovci uporabljali Fort St. Joseph za opremljanje plemen Miami, Potawatomi in drugih britansko zavezniških staroselcev. Leta 1780 je patriotska sila iz Cahokie, Illinois, pod vodstvom Jean-Baptista Hamelina in poročnika Thomasa Bradyja napadla utrdbo, oropala njeno vsebino in zajela več trgovcev. Častnik milice iz Detroita, Antoine Dagneaux de Quindre, častnik v britanski službi, je vodil sile za napadalno skupino; dohitel in jih premagal blizu Petit Forta.

### Španska ekspedicija leta 1781
Po porazu Hamelinove skupine sta dva poglavarja iz Milwaukeeja, El Heturnò in Naquiguen, odpotovala v špansko-zasedeni St. Louis, Missouri; prispela sta 26. decembra 1780, da bi poročala o neuspelem napadu. Prosila sta za pomoč pri ponovnem napadu na utrdbo. Don Francisco Cruzat, poveljnik St. Louisa, je poslal stotnika milice Dona Eugenia Pouréja s 60 prostovoljci in staroselskimi zavezniki. Sila je vključevala tudi praporščaka Charlesa Tayona in tolmača Louisa Chevalierja.
Španska in staroselska sila sta potovali po rekah Illinois in Kankakee do sodobnega Dunns Bridgea v Indiani. Tam sta zavili proti severovzhodu in se po kopnem odpravili proti Fort St. Josephu. Preden so Španci in njihovi zavezniki napadli utrdbo, so Potawatomijem obljubili polovico plena, če bi ostali nevtralni. Stotnik Pouré je Fort St. Joseph presenetil 12. februarja 1781 tako, da je hitro prečkal zamrznjeno reko in zavzel utrdbo, preden so se branilci, ki so jih sestavljali le kanadski trgovec po imenu Duquier in več njegovih zaposlenih, lahko oborožili.
Dvignil je špansko zastavo in zahteval Fort St. Joseph ter reko St. Joseph za Španijo. Njegove čete so en dan ropale utrdbo, blago pa so razdelile med staroselce, preden so odšle. Poročnik Dagneau de Quindre je prispel naslednji dan, vendar ni mogel prepričati svojih staroselskih zaveznikov, da bi zasledovali roparje. Španci so se 6. marca brez incidentov vrnili v St. Louis. Pouré je britansko zastavo izročil Cruzatu.
Nekateri zgodovinarji so napad opisali kot špansko maščevanje za napad na St. Louis prejšnje leto. Ko je Cruzat o tem pisal guvernerju Gálvezu, je napad upravičil z besedami, da mora biti močan pred svojimi staroselskimi zavezniki in preprečiti britanske akcije v regiji. Čeprav je Cruzat napad obravnaval kot dejanje indijanskih zadev, sta ropanje in uničenje blaga v Fort St. Josephu tudi odvrnila drugi britanski napad na špansko ozemlje.

## Jayeva pogodba
Britanci so končno zapustili utrdbo po zmagi Združenih držav v severozahodni indijanski vojni in podpisu Jayjeve pogodbe leta 1795. Utrdba je postopoma propadla in jo je prerasla vegetacija. Na podlagi svoje ekspedicije v Fort St. Joseph je Španija zahtevala ozemlja vzhodno od reke Mississippi, vendar Združene države tega niso priznale. S podpisom Pinckneyjeve pogodbe (1795) z ZDA je Španija opustila vse zahteve po zemlji vzhodno od Mississippija.
Zaradi dolgotrajnega spora glede zemljišča, sta diplomata Benjamin Franklin in John Jay špansko kampanjo pri Fort St. Joseph obravnavala kot zgolj zvijačo za pridobitev ozemlja Northwest Territory. Franklin je opozoril, da nas želijo "zapreti znotraj Apalaških gora".

## Ponovno odkritje do danes
Lovci na zaklade so v poznih 1800-ih letih iz najdišča utrdbe izkopali na stotine artefaktov, ki so zdaj razstavljeni v muzeju Fort St. Joseph v Nilesu. Med njimi so "trgovsko srebro, deli mušket, steklene kroglice, gumbi, kremeni za puške, rezila nožev in tečaji vrat". Specifična lokacija 15-akrskega najdišča utrdbe je bila pozabljena, del pa je verjetno pod vodo, saj je jez nizvodno dvignil gladino vode.
Najdišče ni bilo ponovno odkrito do arheološke raziskave leta 1998. Skupina Support the Fort, lokalna interesna skupina, ustanovljena leta 1992, je pomagala sponzorirati veliko arheološko izkopavanje na najdišču, ki se je začelo leta 2002.
Ekipa z Univerze Western Michigan (WMU) je razvila javni arheološki program, ko se je projekt razvijal. Skupno 10.000 obiskovalcev se je udeležilo letne dvodnevne terenske šole. Povezane dejavnosti WMU so vključevale delavnice za podiplomske študente in prostovoljce, tri tedenske programe usposabljanja za učitelje srednjih in višjih šol ter ozaveščanje skupnosti, vključno z dvotedenskimi predavanji v knjižnici.
Sezonska izkopavanja so odkrila redke artefakte, kot je jezuitski verski medaljon iz 1730-ih let, eden od le dveh najdenih v Severni Ameriki.  Decembra 2010 je ekipa odkrila kritično najdbo temeljnega zidu in dveh lesenih stebrov ene od zgradb, kar je pomagalo določiti njeno velikost.
Support the Fort je organiziral povezane letne razstave žive zgodovine in ponovne uprizoritve, ki prikazujejo elemente življenja Potowatomijev, Francozov, Britancev in Američanov v utrdbi in v regiji. V prihodnosti nameravajo zgraditi repliko utrdbe. Vključevala bo prostor za interpretacijo artefaktov, najdenih z nadzorovanim izkopavanjem. To je bila edina utrdba v Michiganu, ki je bila pod zastavami štirih narodov: Francije, Velike Britanije, Španije in Združenih držav. Vedno je bilo multikulturno najdišče, srečevališče in trgovsko mesto za etnične Evropejce z plemeni Potowatomi, Ottawa in Ojibwe. Včasih je bilo prizorišče formalnih porok med etničnimi skupinami.

## Pomembne osebe
- Marie Josephte L'Archevêque in Marie Joseph La Marche (gospa Le Comte), obe rojeni v St. Josephu, ki sta navdihnili tisto, kar je guverner John Reynolds dejal, da je bilo "resnično" pripovedovanje o gospe La Compt v knjigi Pioneer History of Illinois. Marie Magdeleine Réaume, gospa.Babica Le Comta in Louis-Therese Chevalier sta bila indijska diplomata pri St. Josephu.